# 帕內爾 (愛荷華州)
帕內爾（英語：Parnell）是一個位於美國愛荷華州愛荷華縣的城市。

## 地理
帕內爾的座標為41°35′01″N 92°00′18″W / 41.58361°N 92.00500°W，而該地的平均海拔高度為263米（即863英尺）。

## 人口
根據2010年美國人口普查的數據，帕內爾的面積為0.44平方千米，當中陸地面積為0.44平方千米，而水域面積為0.00平方千米。當地共有人口193人，而人口密度為每平方千米438人。